# Nefertari (XVIII dinastia)
Nefertari (... – Tebe, ...; fl. XIV secolo a.C.) è stata una regina egizia della XVIII dinastia.
Nefertari fu la prima Grande Sposa Reale del faraone Thutmose IV, e regina d'Egitto. Le sue origini non sono note, e si ritiene che non fosse di nobili origini. In varie rappresentazioni, lei e Tiaa, madre del sovrano suo marito, sono raffigurate sotto forma di dee mentre accompagnano Thutmose. Nel 7º anno di regno del faraone, la nuova Grande Sposa Reale divenne la di lui sorella Iaret; verosimilmente o Nefertari morì, o fu messa in disparte quando Iaret ebbe l'età sufficiente per sposare Thutmose.
Nefertari fu rappresentata davanti agli dèi, col sovrano, su otto stele situate a Giza.
Non è noto se Nefertari o Iaret generarono a Thutmose dei figli; alla sua morte gli successe Amenofi III, figlio della moglie secondaria Mutemuia.

## Titoli
- Grande Sposa Reale
- Regina d'Egitto